# Cinetodus froggatti
Cinetodus froggatti é uma espécie de peixe da família Ariidae.
É endémica da Austrália.